# Daniel Oyono
Pour les articles homonymes, voir Oyono.
Daniel Oyono, né le 20 janvier 1983 à Ebolowa, au Cameroun, est un joueur français de basket-ball. Il évolue au poste d'ailier fort.